# Cercis siliquastrum
Cercis siliquastrum, comúnmente llamado árbol del amor, ciclamor, algarrobo loco o árbol de Judea, es una especie arbórea de la familia de las leguminosas (Fabaceae).

## Descripción

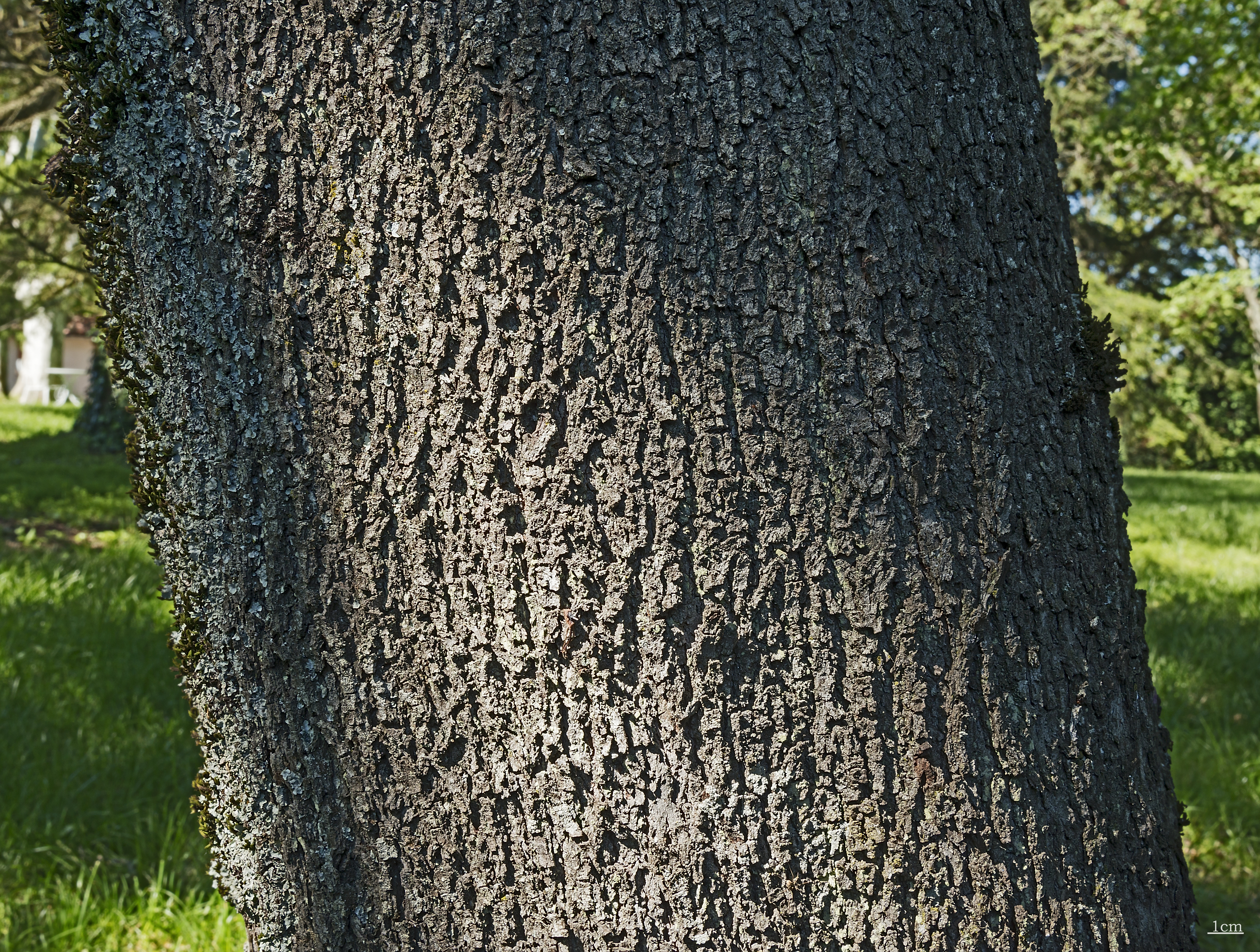
Tronco y corteza.

Árbol caducifolio de talla pequeña, cuya altura habitual se sitúa entre 4 y 6 metros. Alcanza su máximo crecimiento sobre los veinte años. Al comienzo de la primavera (fundamentalmente en el mes de abril en el hemisferio norte, u octubre en el hemisferio sur) se cubre de flores rosas, que aparecen antes que las hojas. El tronco es de madera lisa y clara, tornándose tortuosa y negra con la edad. La copa es abierta e irregular.
Las hojas son unifolioladas (hojas compuestas que evolutivamente quedaron reducidas a un folíolo), alternas, glabras, de redondeadas a cordiformes, de 7 a 11 cm de longitud, con el ápice redondeado y pecioladas. La inervación es palmeada. Son de color verde claro en el haz y de tono ligeramente glauco (gris-azulado) en el envés. Las hojas jóvenes pueden tener una tonalidad rosada, y aparecen tardíamente, ya en abril. 

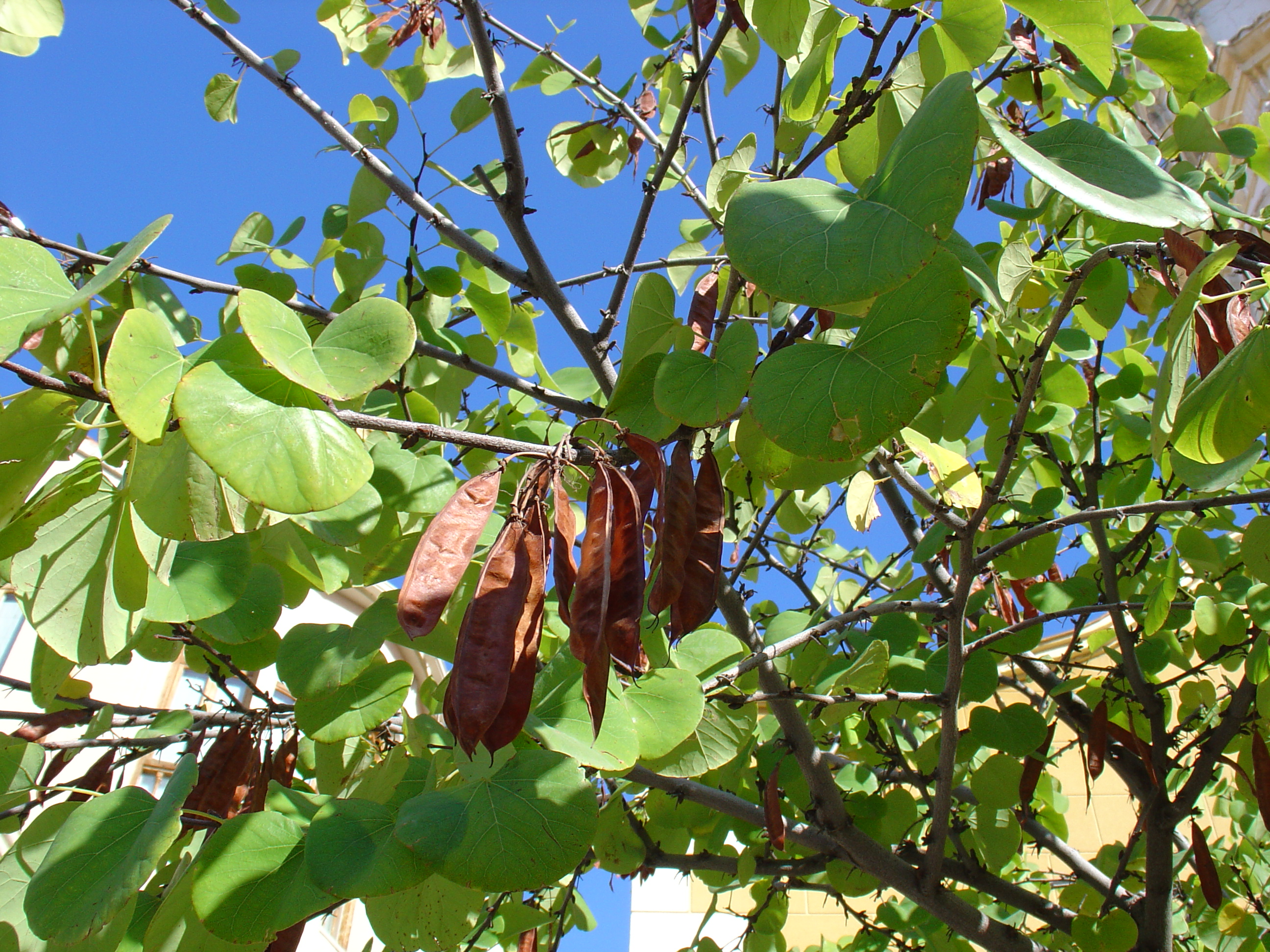
Detalle de las hojas y las silicuas.

Las flores son hermafroditas, con una corola papilionácea de color rosa-lila o blanca. Tienen 1-2 cm de longitud y se agrupan en racimos de tres a seis flores que aparecen antes que las hojas, en marzo-abril, sobre las ramas y también sobre el tronco (caulifloria). Los frutos son legumbres indehiscentes con una estrecha (1-2 mm) ala ventral, de color rojizo a marrón oscuro según el grado de maduración. Son colgantes, muy numerosas y miden unos 6-10 por 1,5 cm. En el hemisferio norte, maduran en julio y permanecen en el árbol hasta la siguiente floración. Las semillas son ovoideo-oblongas, algo comprimidas, de color pardo, con hilo apical y sin endosperma.

## Distribución y hábitat

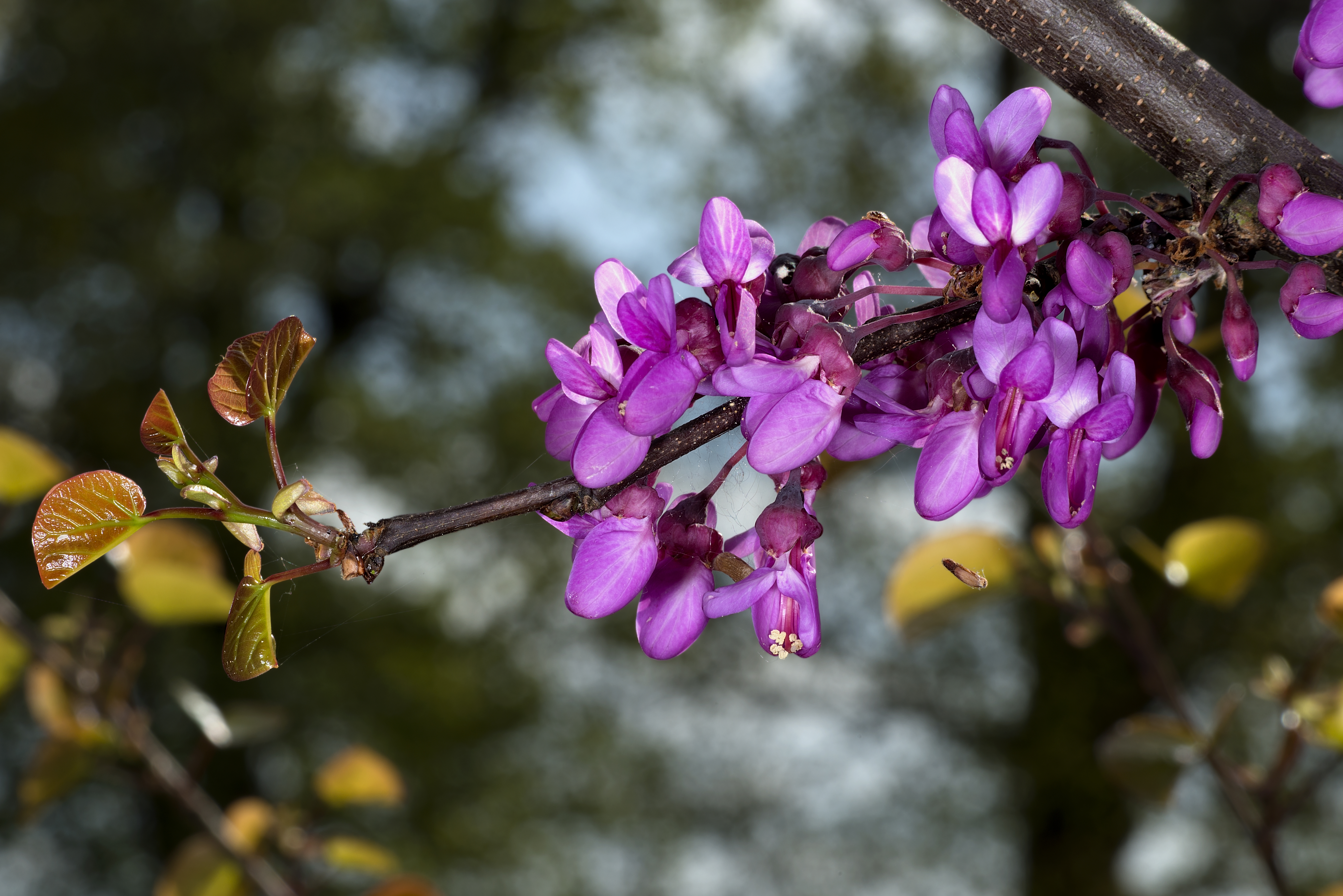
Flores del árbol del amor

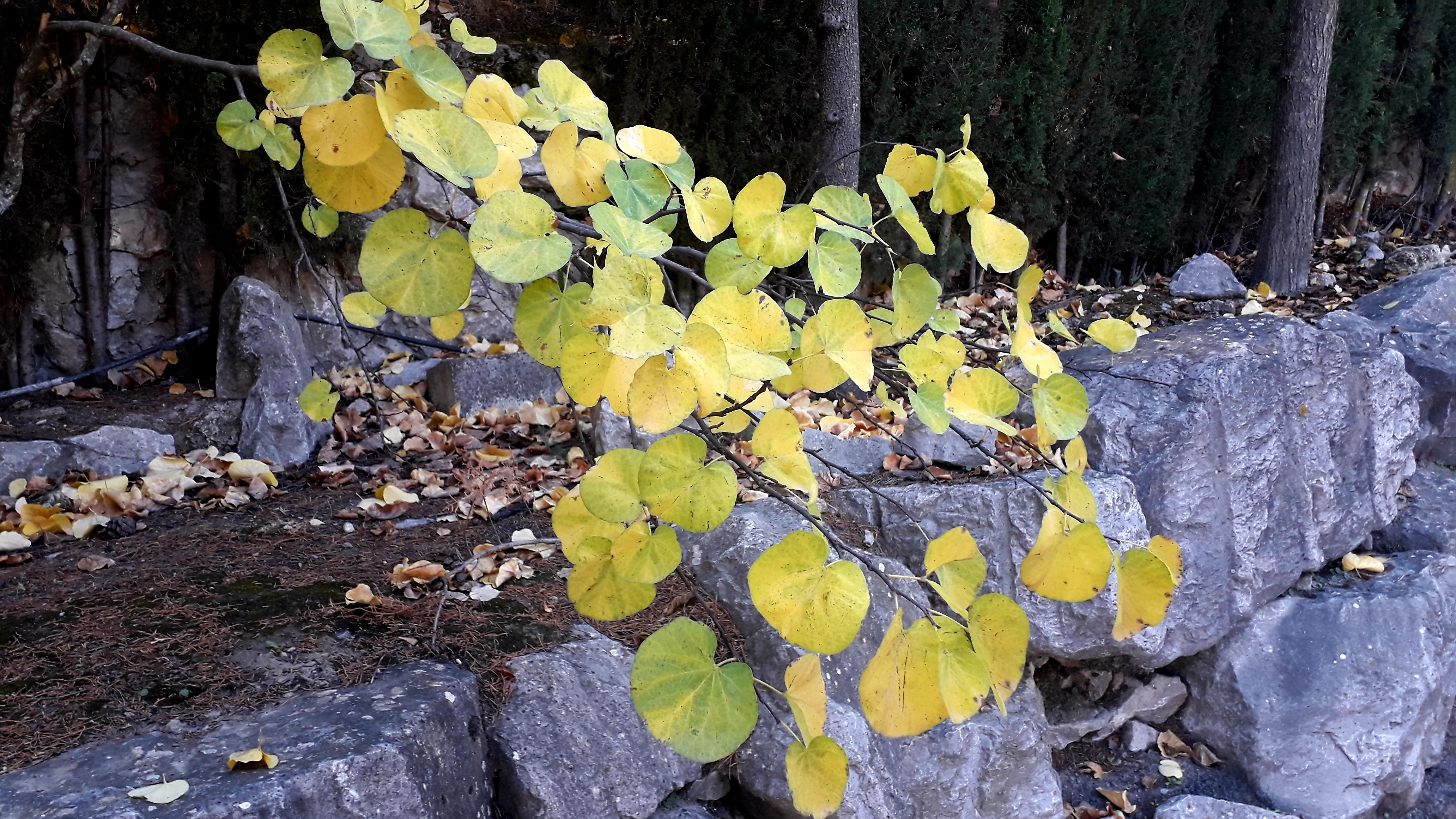
Hojas en otoño. Ejemplar junto a la ermita de los Tres Juanes. Granada

Es nativo de la zona norte y este del Mediterráneo, desde Francia hasta Oriente Próximo.
Introducido en Europa Central, península ibérica, África tropical y Norteamérica.

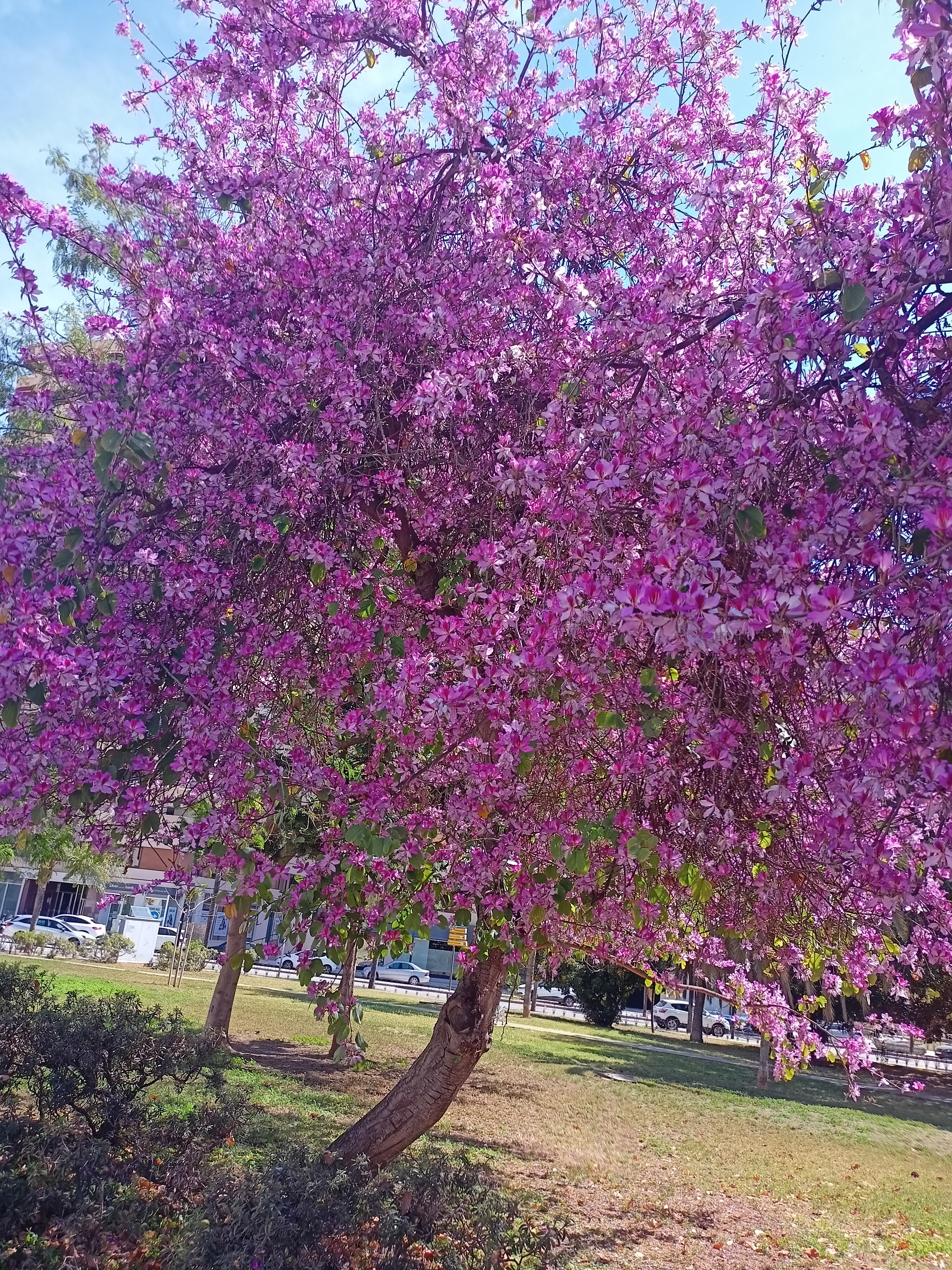
Parque Picasso, Andalucía, España

En la península ibérica, es una especie exótica introducida, que se comporta como una especie invasora, compitiendo por el hábitat con las especies autóctonas.
Se encuentra normalmente en pendientes áridas a lo largo de las riberas de los ríos, preferentemente en terrenos calcáreos, pero puede tolerar los moderadamente ácidos. Resiste el frío, hasta -10 °C pero no las heladas prolongadas. Es resistente a la sequía y no tolera el encharcamiento del suelo.

## Historia

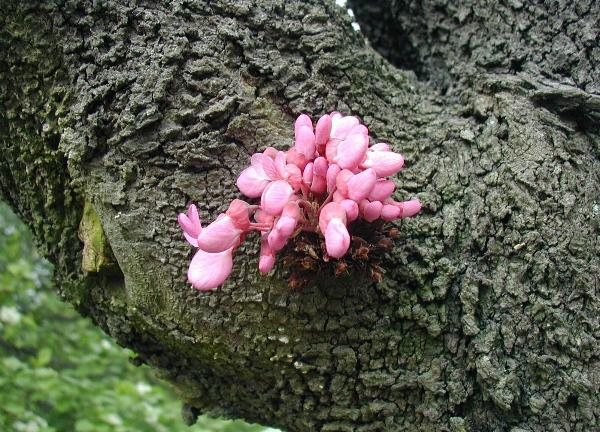
Ejemplo de la caulifloria, flores naciendo del tronco.

Un antiguo mito dice que en un ejemplar de esta especie se ahorcó Judas Iscariote después de traicionar a Cristo, por ello se le da el nombre de árbol de Judas, lo que probablemente sea una corrupción del nombre común en francés "Arbre de Judée" que significa árbol de Judea, refiriéndose a la región donde se da.
Su llegada a Europa tuvo lugar en la época de las cruzadas (año 1200) y su primer destino fue Francia. Desde ese momento su extensión por el continente fue muy rápida. Apareció frecuentemente en los herbarios de los siglos XVI y XVII.[cita requerida]
En la época del Imperio bizantino era uno de los árboles que en mayor número crecían en Constantinopla, en las riberas del Bósforo. Su color morado purpúreo era de la predilección de los emperadores bizantinos, la púrpura era el color imperial, sus vestidos y tocados eran de este color, color de uso exclusivo de la familia imperial bizantina[cita requerida]. En la actualidad, en la antigua ciudad de Constantinopla, ahora Estambul, se siguen viendo gran cantidad de estos árboles a lo largo de las riberas del Bósforo, siendo el "Erguvan" (nombre en turco) el árbol que identifica a la ciudad de Estambul.

## Usos
Las flores tienen un agradable gusto picante, y pueden comerse en ensalada mixta, o en buñuelos. En algunas zonas se escabechaban con vinagre los brotes florales.
Los frutos se han utilizado tradicionalmente en la medicina popular como astringentes.
Su madera no es de buena calidad, pues se tuerce con facilidad y se descompone pronto a la intemperie. Pero es un buen árbol de jardín, usado en alineaciones y paseos, debido a su sombra y floración. Es apto para la formación de setos altos.
Por su carácter invasor, no se recomienda su uso en jardines, y si se hace, al menos, vigilar que no se expanda a otras zonas cercanas.[cita requerida]

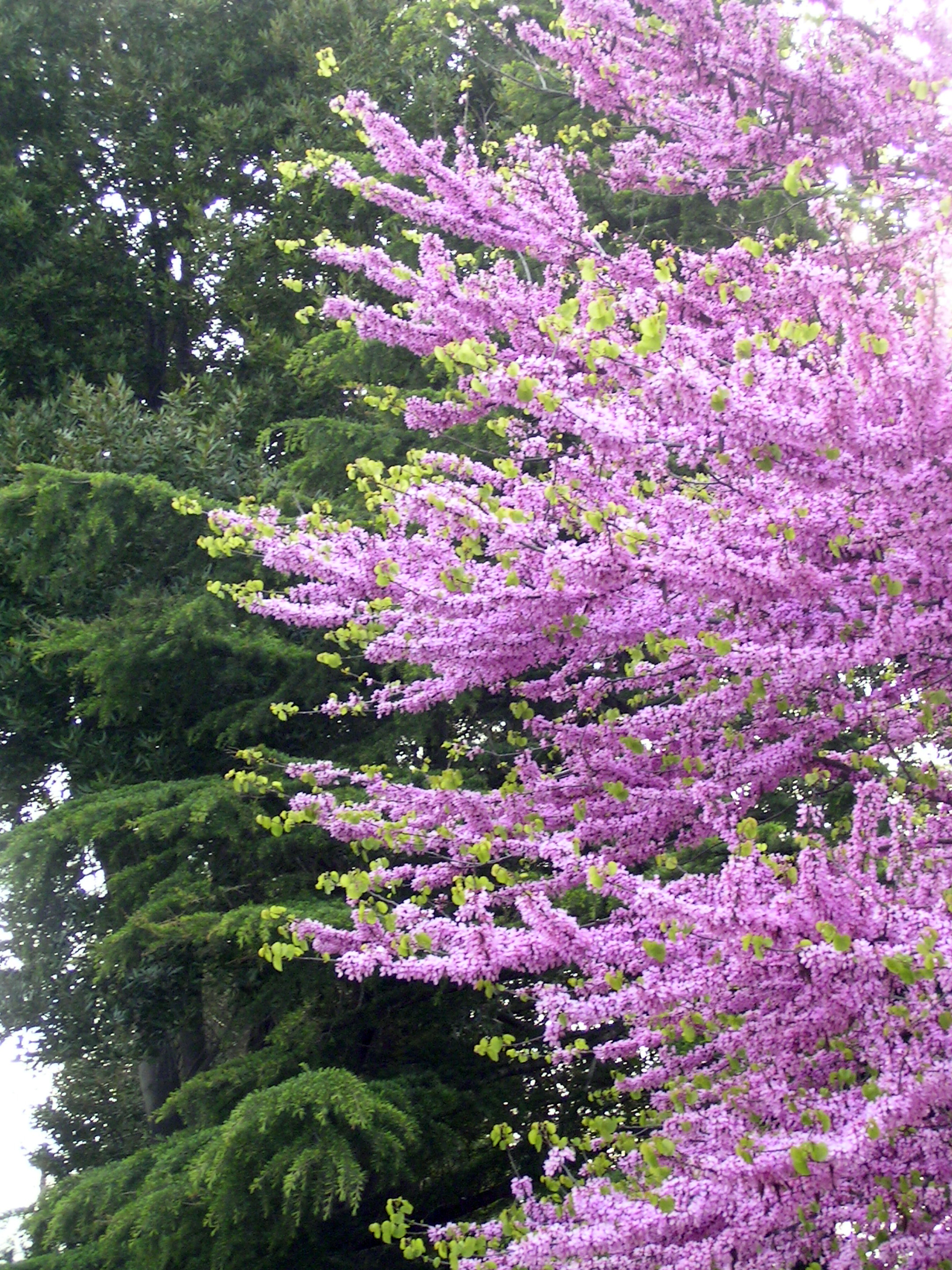
Inflorescencias

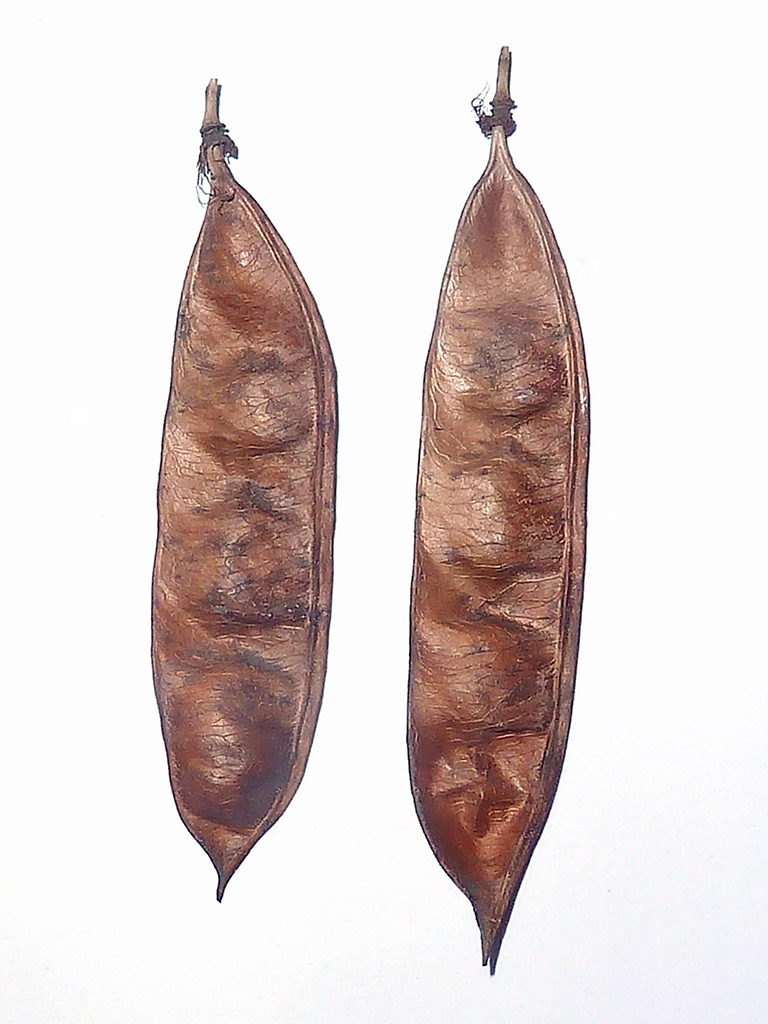
Silicuas aladas ventralmente.

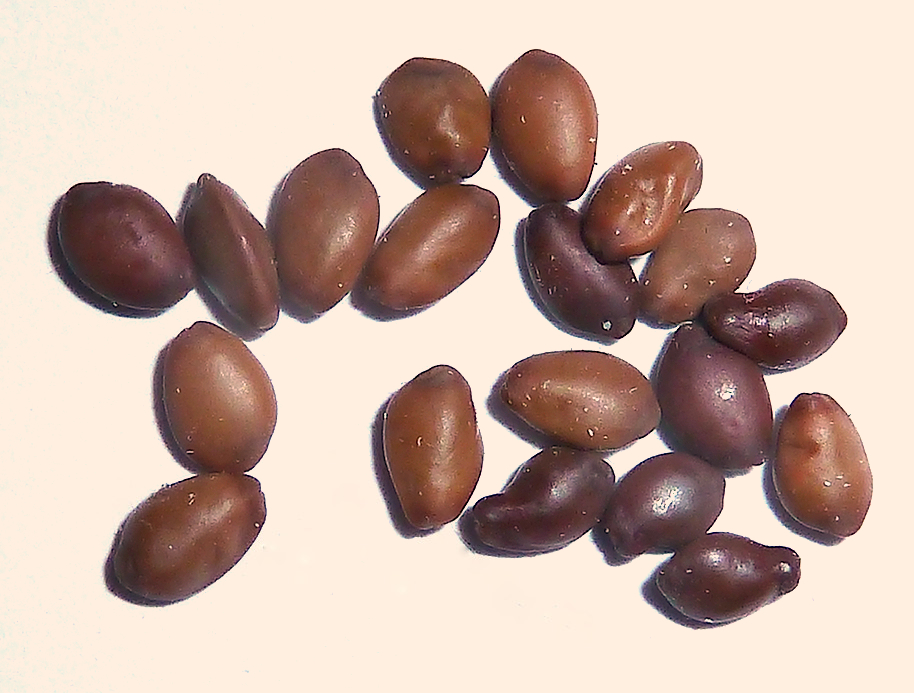
Semillas sueltas.

## Propiedades
Se usa la corteza para dolores de cabeza y para catarros. 
Principios activos
En las semillas se encuentran galactoglucomananas.

## Taxonomía
Cercis siliquastrum fue descrita por Carlos Linneo y publicado en Species Plantarum 1: 374. 1753.
Etimología

Cercis: nombre genérico que deriva del griego antiguo "kerkis", que designaba al Ciclamor.
siliquastrum: epíteto que puede tener dos acepciones, bien hacer referencia al tipo de fruto que posee, una silicua, o bien que está formado por la voz latina silique, algarrobo y el sufijo astrum, parecido, o sea parecido al algarrobo.
Sinonimia:
- Siliquastrum orbicularis Moench[7]

## Nombres comunes
Árbol del amor, árbol de Judea o de Judas, nandumbu, algarrobo loco, arjorán, ciclamor común, siclamor.
El nombre árbol del amor proviene del color rosa de sus flores y de la forma acorazonada de las hojas.

## Cultura
Existe el mito de que Judas Iscariote se colgó de un árbol de esta especie, haciendo que sus flores blancas se volvieran rojas. Esta creencia está relacionada con el nombre común "Árbol de Judas", que posiblemente es una derivación corrupta del nombre común francés, Arbre de Judée, que significa Árbol de Judea, refiriéndose al montañoso  regiones de ese país donde el árbol solía ser común. Otra posible fuente del nombre vernáculo es el hecho de que las flores y las vainas pueden colgar directamente del tronco de una manera que recuerda el posible método de suicidio de Judas.
Una ilustración de un sermón sobre los efectos mortales de sucumbir a la tentación se refiere a la idea falsa de que el árbol de Judas mataba a las abejas atraídas por él: "El Dr. Cuyler ilustra la fuerza a esta por referencia al árbol de Judas. Las flores aparecen antes que las hojas, y son de un rojo carmesí brillante. La belleza llameante de las flores atrae a innumerables insectos, y la abeja errante es atraída tras ella para recoger miel. Pero cada abeja que se posa sobre la flor, bebe un opiáceo fatal, y cae muerta de entre las flores carmesí a la tierra."